# Карими Сибаки, Махмуд
Махмуд Карими Сибаки (перс. محمود کریمی سیبکی‎; 9 мая 1978, Сибак, Исфахан) — бывший иранский футбольный нападающий, ныне ассистент тренера в клубе «Сепахан».

## Карьера игрока
Всю свою профессиональную карьеру Махмуд провёл в клубе «Сепахан», в составе которого стал чемпионом Ирана в сезоне 2002/03 и трижды выигрывал Кубок страны. С «жёлтыми» Карими также дошёл до финала Лиги чемпионов 2007 года, где забил единственный гол своей команды в проигранном двухматчевом противостоянии с японской «Уравой Ред Даймондс» (1:3). Успех в Лиге чемпионов позволил клубу принять участие в клубном чемпионате мира, где Карими принял участие в обоих матчах своей команды: выигранном со счётом 3:1 у новозеландского «Уайтакере Юнайтед» и проигранном с тем же счётом четвертьфинале «Ураве Ред Даймондс», причём единственный гол японцам снова забил он.
В период с 2003 по 2007 год Карими привлекался к тренировкам со сборной Ирана, но не провёл за неё ни одного официального матча.
Свою карьеру игрока Махмуду из-за травм пришлось завершить в 31 год, о чём футболист объявил 17 июля 2009 года.

## Карьера тренера
С 2010 года работает помощником главного тренера в «Сепахане».

## Достижения

### Командные
Как игрока «Сепахана»:
- Лига чемпионов АФК:
  - Финалист: 2007
- Чемпионат Ирана:
  - Чемпион: 2002/03
  - Второе место: 2007/08
- Кубок Ирана:
  - Победитель: 2003/04, 2005/06, 2006/07